# Glyn-neath
Glyn-neath är en ort och community (stavat Glynneath) i Storbritannien.   Den ligger i kommunen Neath Port Talbot och riksdelen Wales, i den södra delen av landet, 240 km väster om huvudstaden London. 